# Era de la Fragmentació

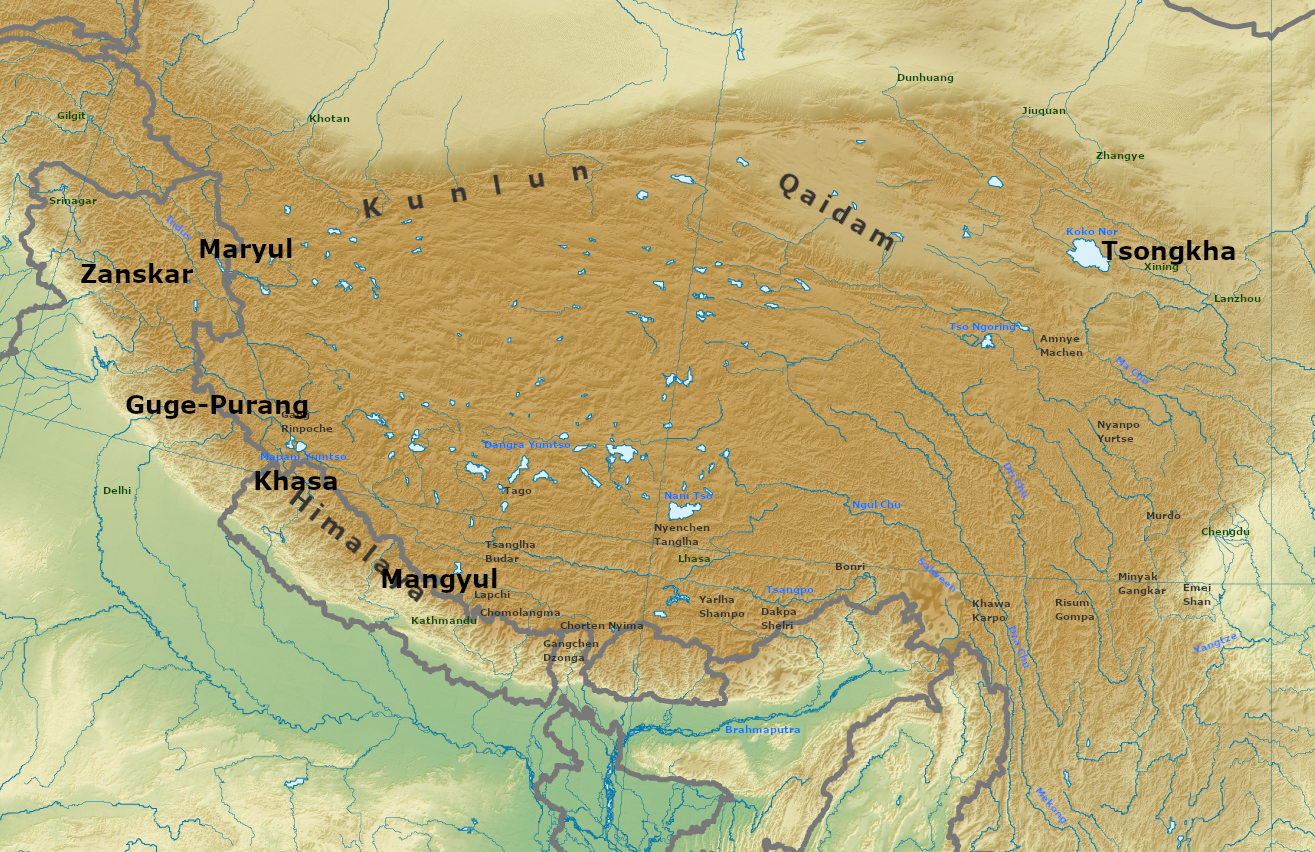
Mapa mostrant els regnes majors del Tibet durant l'Era de la Transformació: Purang-Guge, Maryul, Zanskar, Khasa, Mangyül and Tsongkha

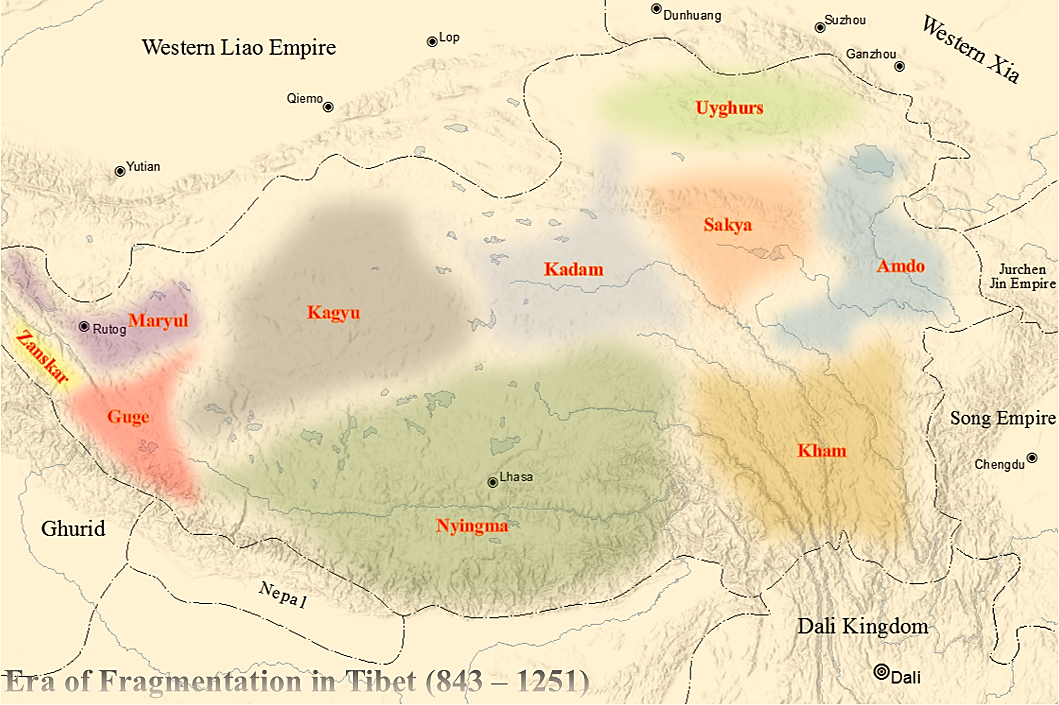
Mapa mostrant les afiliacions majors regionals durant l'Era de la Fragmentació del Tibet.

L'Era de la Fragmentació (tibetà|t=སིལ་ཆད་དུ་འཆད་པ; xinès|t=吐蕃分裂時期) va ser una època de desunió en la història del Tibet tibetà que compren des de la mort del darrer emperador de l'Imperi Tibetà, Langdarma al 842, fins que el Drogön Chögyal Phagpa esdevé preceptor imperial de les tres províncies del Tibet el 1253, sota la dinastia Yuan. Durant aquest període, la unitat política de l'Imperi Tibetà es va esfondrar arran d'una guerra civil entre Yumtän (Yum brtan) i Ösung ('Od-srung),després de la qual van seguir nombroses rebel·lions contra les restes del Tibet imperial i l'ascens de la regió regional dels senyors de la guerra.

## Guerra civil i declivi de l'Imperi Tibetà
L'últim emperador de l'Imperi Tibetà unificat, Langdarma, va ser assassinat l'any 842–846, per un ermità budista o per un monjo anomenat Pelgyi Dorje de Lhalung. L'assassinat va deixar dos possibles hereus, Yumtän i Ösung, en la lluita pel tron, provocant una guerra civil. Els successors d'Ösung controlaven la regió de Ngari, mentre que els successors de Yumtän controlaven la regió Ü. El fill d'Ösung era Pälkhortsän (Dpal 'khor brtsan) (865–895 o 893–923), que engendraria dos fills, Trashi Tsentsän (Bkra shis brtsen brtsan) i Thrikhyiding (Khri khyi lding), també anomenat KySkyidön (KySkyidön). o lde nyi ma mgon) en algunes fonts. Thrikhyiding va emigrar a la regió tibetana occidental de l'alt Ngari (Stod Mnga ris) i es va casar amb una dona d'alta noblesa tibetana central, amb qui va fundar una dinastia local que permetria la creació dels regnes de Purang-Guge, Maryul i Zanskar. Aquesta guerra civil va debilitar l'autoritat política de la monarquia tibetana,i promovent la fragmentació del Tibet en tribus separades i petits regnes.

## Revoltes i senyors de la guerra
La dissolució d'un imperi centralitzat va permetre als camperols tibetans, insatisfets amb l'agitació política, rebel·lar-se contra els governs regionals. Aquests aixecaments van dividir el Tibet imperial en una multitud de regnes separats i autònoms, cadascun governat per un senyor de la guerra local. Els senyors de la guerra van lluitar constantment pel domini polític, utilitzant exèrcits privats i fortaleses militars. Entre 842 i 1247, cap autoritat central controlava el Tibet i van sorgir petits regnes com Guge i Maryul (Ladakh) El període va acabar amb la conquesta mongola del Tibet i el posterior domini Yuan al Tibet.
Els relats tradicionals de l'època se centren en la religió. L'era de la fragmentació es representa com un punt baix en el desenvolupament del budisme tibetà, amb l'ordre monàstic budista que afronta la persecució i l'exili. Es creia que el budisme monàstic només s'havia perseverat a Amdo, llavors dominat en gran part per pobles no tibetans, i no seria conquerit per un govern tibetà fins al segle x.
Segons aquest relat, durant el regnat de Langdarma, tres monjos van fugir al mont Dantig a Amdo. El seu deixeble Muzu Selbar (Wylie: mu zu gsal 'bar), més tard conegut com l'erudit Gongpa Rapsel (Wylie: dgongs pa rab gsal, 953-1035).), va ser responsable de la renovació del budisme al nord-est del Tibet. Es creu que els estudiants de Rapsal van retornar a Ü-Tsang, on van tornar a introduir el budisme monàstic. Els historiadors moderns disputen les opinions tradicionals de l'època, argumentant que el budisme estava de fet molt estès durant el període i que les autoritats polítiques regionals compartien una estreta relació amb els líders monàstics budistes.